# Tethysbaena halophila
Tethysbaena halophila är en kräftdjursart som först beskrevs av S.L. Karaman 1953.  Tethysbaena halophila ingår i släktet Tethysbaena och familjen Monodellidae. Inga underarter finns listade i Catalogue of Life.